# SLAVE.V-V-R
SLAVE.V-V-R（スレイブブイブイアール）は日本のボカロPである。代表曲は「このピアノでお前を8759632145回ぶん殴る」「『んっあっあっ。』」「私の恋はヘルファイア」等。

## 略歴
2014年12月17日‐「やめろ！聴くな！」を投稿して活動を開始。
2020年7月20日‐「毎月400円払うとアルバムがアップデートされて曲が増える」という企画を開始。

## 人物
・オリジナル曲を投稿する際に毎回、引退を発表しているが、「風邪を引いた」「モテない」等様々な理由で失敗している。
・ギターとピアノが弾ける。

## 楽曲提供
| 年     | 楽曲                                             | 歌唱           |
| ------ | ------------------------------------------------ | -------------- |
| 2019年 | 男装女形表裏一体発狂小娘の詐称疑惑と苦悩と情熱。 | FantasticYouth |
| 2022年 | パラサイトピアノ                                 | 宮下遊         |
| 2022年 | 『その魔王殿は危なげな程に刹那的─。』            | 闇殿           |
| 2022年 | 『その魔王殿は悲しい程にルルルルル—。』          | 闇殿           |
| 2022年 | その花は生涯で最も忌々しく邪魔だった──。         | konoco         |
| 2023年 | ロベリアに口吻を                                 | LiLYPSE        |
| 2023年 | ラブ！エビバディ！                               | LiLYPSE        |
| 2023年 | ロベリアに吐瀉を                                 | LiLYPSE        |
| 2023年 | Regimentation                                    | LiLYPSE        |